# Graptomyza nigripes
Graptomyza nigripes är en tvåvingeart som beskrevs av Enrico Adelelmo Brunetti 1913. Graptomyza nigripes ingår i släktet Graptomyza och familjen blomflugor. Inga underarter finns listade i Catalogue of Life.